# نصب شينيكوي

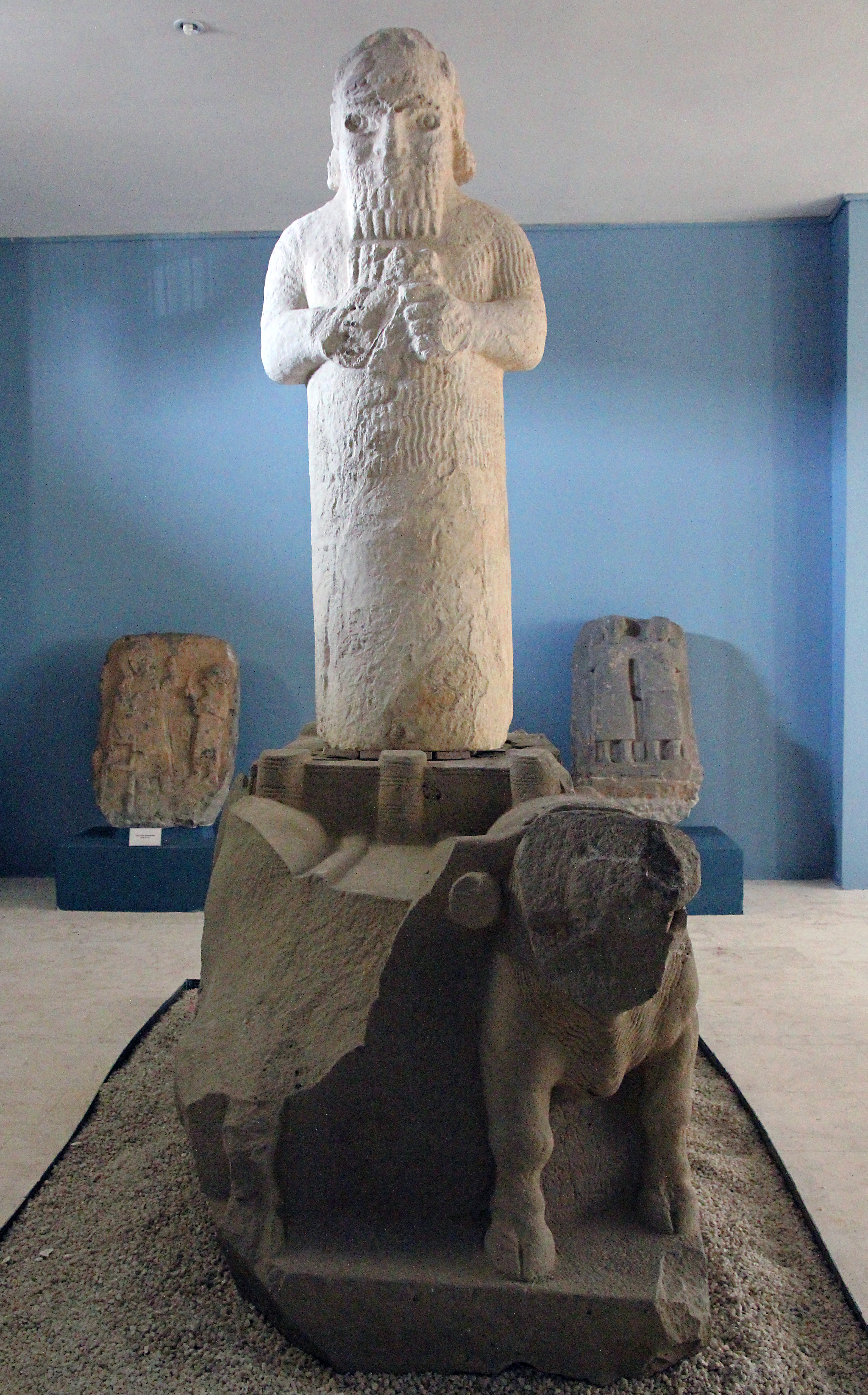

نصب شينيكوي ، يسمى أيضًا نصب شينيكوي مزدوج اللغة بسبب الكتابة بلغتيين المنقوشة عليه، هو نصب لرب الطقس على عربة يجرها ثوران، كشف النصب في قرية شينيكوي نحو 30 كم جنوب أضنة في كيليكيا في جنوب تركيا حاليًا، معروض الآن في متحف آثار أضنة

## إكتشاف النصب
لقي المنحوتة فلاح من قرية شينيكوي (Çineköy) في أثناء حرثه أرضه في 30 تشرين الأول 1997 م،  فأبلغ الدوائر المختصة، وعلى إثرها شرع آثاريان في تشرين الثاني بتكليف من متحف آثار أضنة بتنقيب الموقع، كشفا خلال بضعة أيام عن تمثال الإله والعربة مع الثوران على شكل أجزاء عدة، وأحضر تمثال الإله المنحوت من الحجر الكسي الطري يوم 13 تشرين الثاني للمتحف، وقبلها بقليل أجزاء بازلتية أيضًا، بعدها رممت القطع بإشراف ورشة الترميم والصيانة المركزية في إسطنبول، ثم عرضت في المتحف. في صيف عام 1998 واصل المتحف التنقيب في الموقع، إلا انه لم تكشف أجزاء أخرى من النصب

## وصف النصب
التمثال: تضع الشخصية المنحوتة من الحجر الكلسي غطاء رأس بشربات، تحته إطار بقرنيين، ما يجعلها إلهًا، ويمكن التعرف بشكل جيد على الشعر الطويل السبل، ة اللحية المقصوصة، والعينان والأذنان، الجذع مغطى برداء باكمام قصير حتى الأكواع، على الخصر حزام مثبت على شريط قماشي يصل من الكتف الأيسر حتى الأرض، والأبلسة تحت الخصر من يصعب التعرف عليها، كما تقبض اليدان أمام الصدر على شيء ما لا يمكن تحديده، ويوجد في اليد اليمنة ثمانية ثقوب صغير من المحتمل أنها لتثبيت شيء ما آخر
يقف الإله على عربة يجرها ثوران، وهذا الجزء من النصب بازلتي، ورأس الثور الأيسر مكسور عند العين، والبقية بما فيها النير سليمة، أما الثور الأيمن فما بقي منه إلا جزء من فخذه الأيسر،
نحت الحيوانين في وضعية الحركة، ويمكن بوضوح رؤية العضلات، والعروق، والحوافر، وذيل أسود مجدول، وتفاصيل أخرى.
وبقي بعض من دعامات العجلات الثمانية، ثبت تمثال الإله على العربة بتعميق جزء منها نحو 30 سم وطول وعرض 40 سم، أمام مكان التثبيت يمكن التعرف على جدران بأبراج ربما ترمز لمملكة اواركي الذي يُعدّ مالك النصب
هناك شبه إجماع بأن التمثل يمثل إله الطقس تارهونازا الحيثي، الذي يتكرر ذكره في نص النقش اللوفي مرارًا، بينما يسميه النص الفينقي بعل كما في نقش كاراتبه، ومع أن التمثال مصنوع على النمط السورحيثي، إلا أن شكل الشعر والملابس واللحية فيها تأثيرات آشورية

## النقش
نُقش نصان هيرغلويفي لوفي وفينيقي بين قوائم الثور وعلى اللوح الاساسي، يشكلان نص مزدوج اللغة
صاحب النص الملك اواريكوس (ؤريكي) حاكم عمق بين 738 – 732 ق.م، والمعروف في النصوص الآشورية، وكما درجت النصوص الملكية المشرقية القديمة، يتألف النص من جزئين، في الأول يُقدم صاحب نفسه ونسبه، وفي الثاني يستعرض منجزاته.
أولًا يقدم اواريك اسمه ومقامه ونسبه، ولقبان يصلانه برب الطقس ورب الشمس، ويصل نسبه، كما فعل ازاتيوادا من كاراتبه في نصه، لتسب«موبسوس» - بالفينيقي«مفش»- الذي عُدّ عمومًا مطابقًا للرائي ومؤسس المدن الاسطوري الإغريقي موفسوس. في بقية النص يخبر اواركي عن المنجزات والمكاسب في بلاده، فيخبر عن توسيع مملكته وجيشها وعن التقدم الذي حققه للبلاد بمساعدة إلاهية، ويشيد بندماج عمق في المملكة الآشورية، ويفتخر بغزوه وتدميره لقلاع في مناطق بعيدة لا يسميها، وتتطابق مملكة قوء مع كيزواتنا في عصر الدولة الحيثية الكبيرة تقريبًا، وبذلك تقارب سهل كيليكيا في العصور اللاحقة.

## اسم سوريا
شكل نقش شينيكوي موضوع دراسة نشرت في مجلة دراسات الشرق الأدنى (Journal of Near Eastern Studies) قدمها روبرت رولينغر (Robert Rollinger) يدعم فيها الرأي القائل بأن اسم سوريا مشتق من آشور، فالكلمة اللوفية سورا/ي تكتب بنفس النقش بالفينقية اشر (اشور)، وهذ يحل معضلة الاسم

## أنظر كذلك
ممالك سورحيثية
- نقش كاراتبه